# 布谷鸟钟

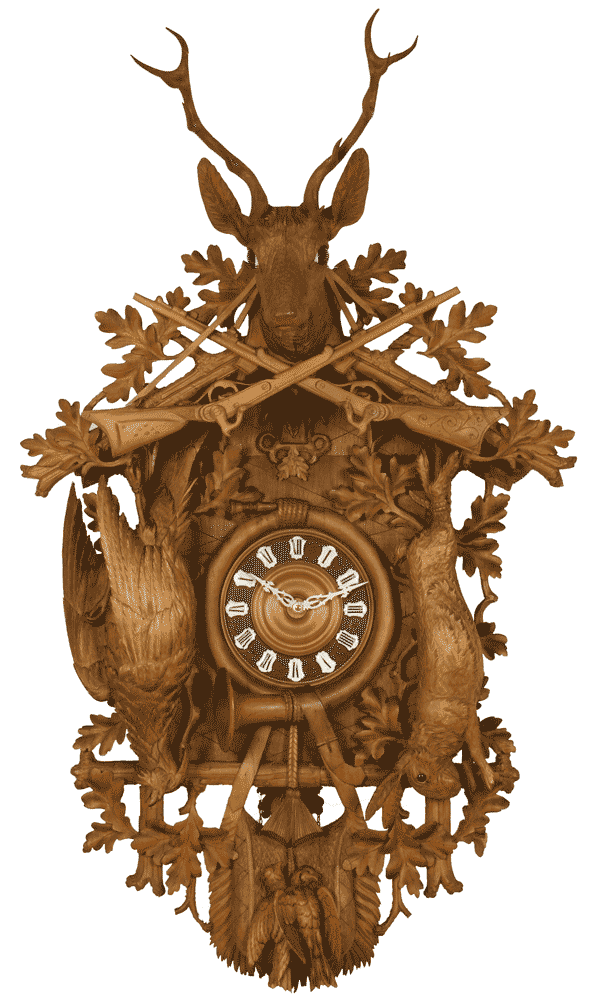
1900年間的黑森林布谷鳥鐘，藏于德國鐘錶博物馆。

布谷鳥鐘，產自德國西南部巴登-符騰堡州的黑森林地區，與同一地區出產的拉克施爾德鐘齊名天下。它的内部有設計精巧的齒輪装置，每到半點和整點，鐘上方的小木門就會自動打開，並且出現一個會報時的的布谷鳥，發出悅耳的“咕咕”的叫聲。因此，也稱作咕咕鐘。
布谷鸟鐘的历史记载可以追溯到17世纪中叶，而最早的-布谷鸟鐘出现于1730年到1750年之间的黑森林地区，那时的黑森林地区鐘表制造业已相当盛行，許多家庭都以造表为生。19世纪后半叶起，布谷鸟鐘成为世界闻名的纪念品和外国人眼中德国的一种标志。

## 布谷鸟钟的来历

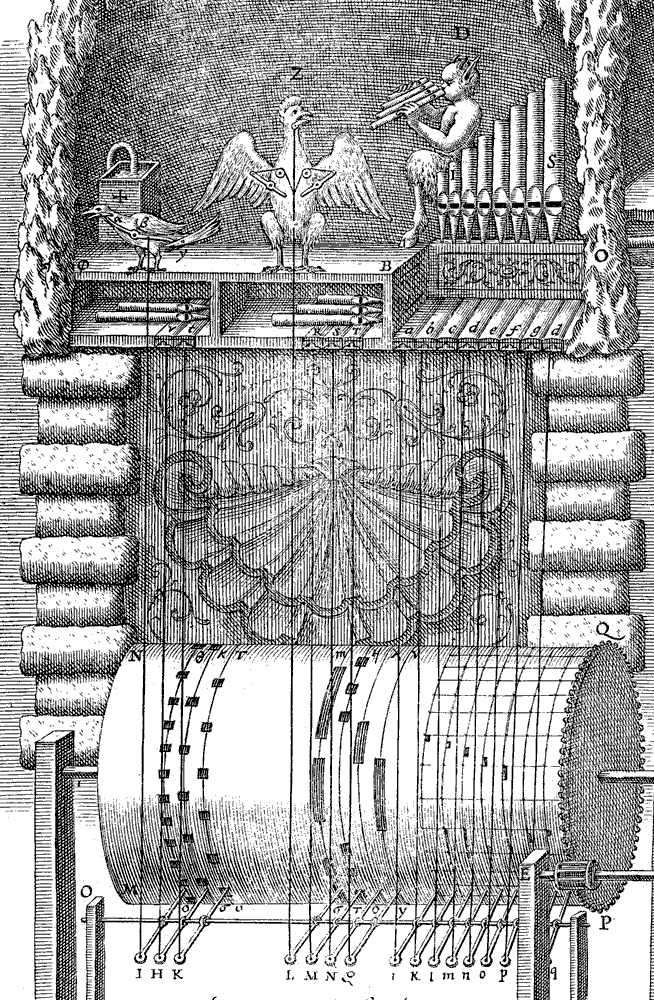
1650年《Musurgia Universalis》一书中布谷鸟造型的机械管风琴。

布谷鸟钟的最初来源仍然未知，但是关于它的记载可以追溯到17世纪。
1629年，奥格斯堡贵族菲利普·海恩霍夫（Philipp Hainhofer，1578—1647，商人、银行家、外交官和艺术品收藏家）在去德累斯顿的路上第一次提到布谷鸟钟，这个布谷鸟钟的主人是生活在德累斯顿的萨克森选帝侯奥古斯特（1526年7月31日—1586年2月11日）。
1650年，耶稣会信徒、文艺复兴人Athanasius Kircher（1602年5月2日—1680年11月27日）在他的音乐指导作品《Musurgia Universalis》中描绘了一种机械管风琴，这种自动演奏的管风琴可以有不同的造型，其中一种便是布谷鸟造型，这只布谷鸟能够自己张开鸟嘴，扇动翅膀和尾巴，同时两个风琴管还能发出不同音调的布谷鸟叫声。
1669年，意大利建筑师Domenico Martinelli（1650年11月30日—1719年9月11日）在他介绍钟表基础技术的《Horologi Elementari》一书中建议用布谷鸟的叫声来报时，这是关于布谷鸟钟机械结构的最早记载。
随后，布谷鸟钟开始出现在先前不曾掌握钟表技术的地区。数十年后，生活在德国西南部黑森林中的人们开始制造布谷鸟钟。

## 黑森林的布谷鸟钟
布谷鸟钟是德国西南部黑森林地区的特产。

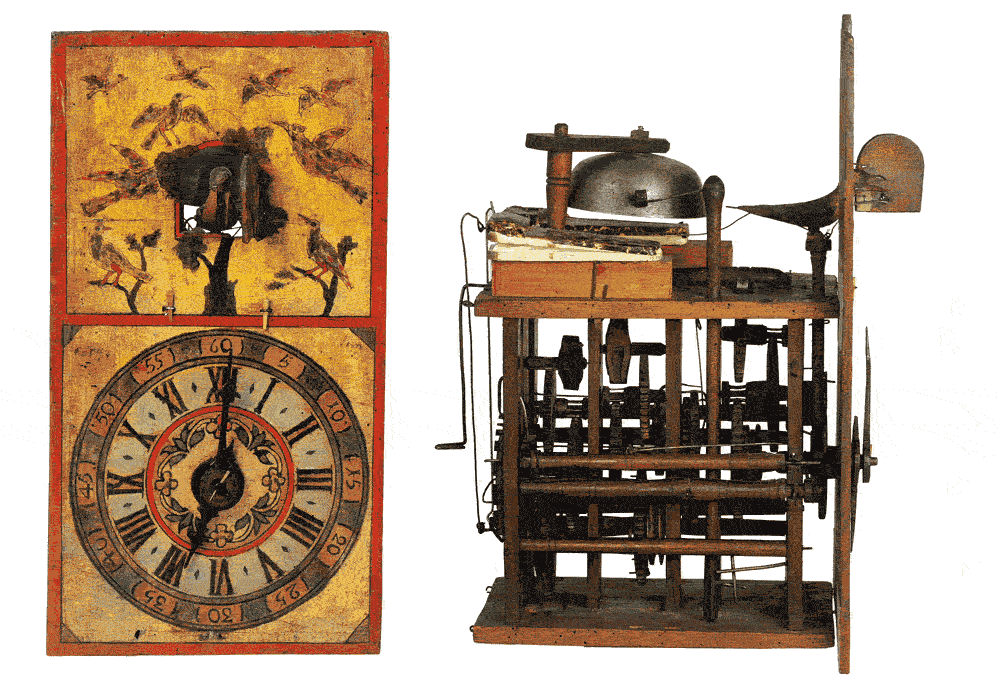
1760年至1780年间的黑森林布谷鸟钟（藏于德国钟表博物馆）。

据记载，19世纪上半叶，安德烈亚斯·赫尔（Andreas Herr，生于1812年）和克里斯蒂安·赫尔（Christian Herr，生于1814年）兄弟在黑森林中小镇Triberg的一所小作坊专门制造布谷鸟钟。
但是谁制造了第一口黑森林布谷鸟钟，却有着两种不同的记载：
Franz Steyrer神父在他1796年的《黑森林钟表术的历史》（Geschichte der Schwarzwälder Uhrmacherkunst）一书中描述了这样的一个故事，1742年，来自黑森林的钟表商人Michael Dilger和Matthäus Hummel，从一个吉普赛商人那里购买了一口木质的布谷鸟钟，带回家后他们仿制了它并展示给其他黑森林的钟表商人们看，从此布谷鸟钟在黑森林地区越来越受欢迎，也有越来越多的钟表匠开始打造自己的布谷鸟钟。
另一个故事记录在Markus Fidelis Jäck牧师在1810年写下的报告《关于黑森林工业和交通的说明》（Darstellungen aus der Industrie und des Verkehrs aus dem Schwarzwald）中，布谷鸟钟是由黑森林钟表匠Franz Anton Ketterer（1734—1806）在1730年发明的（注：这被后人作为记载不正确的依据，因为这位钟表匠在这年尚未出生），这个钟表匠用一只会动的鸟装饰了一口钟，他从教堂管风琴上得到灵感，制作成了能够用布谷鸟叫声来报时布谷鸟钟。
可惜的是，这两个作家都没有注明故事的出处，使得无从考证。
虽然1650年《Musurgia Universalis》中的记载证明了布谷鸟钟并非发源于黑森林，但是布谷鸟钟业却是在黑森林中得到了发展，获得了设计革新和技术改进，并使得布谷鸟钟成为世界闻名的艺术品，所以布谷鸟钟的历史同黑森林紧密相连。
1889年，Ernst Weisser创立了Weisser家族企业专营布谷鸟钟，并世代相传一直延续至今。

## 车站小屋的布谷鸟钟

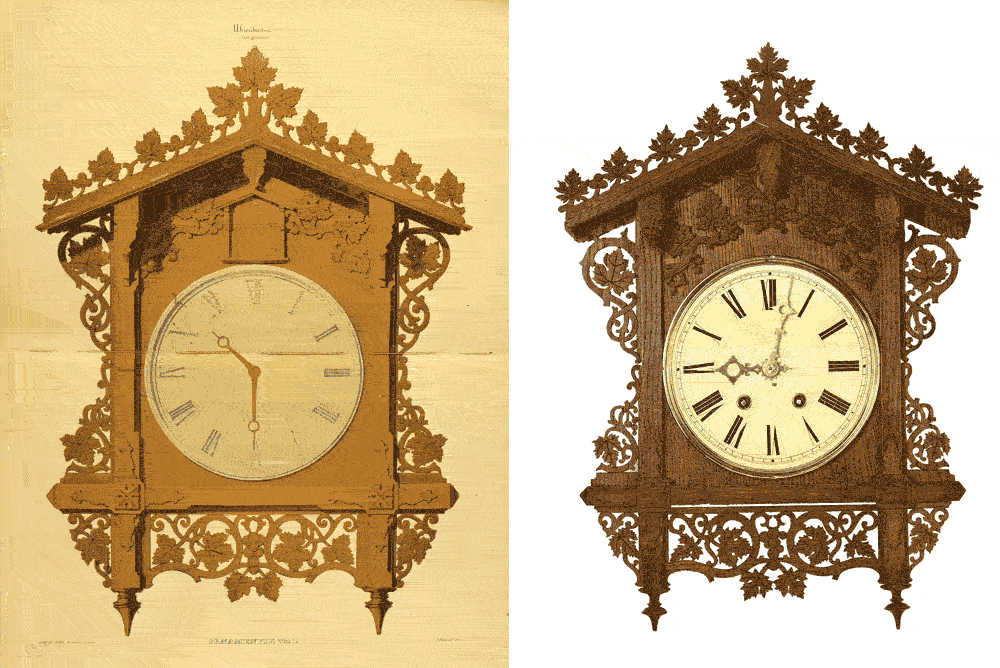
左：弗里德里希·艾森罗尔的车站小屋布谷鸟钟，作于1850-1851；右：Kreuzer, Glatz & Co., Furtwangen, 作于1853-1854（藏于德国钟表博物馆）

著名的车站小屋式布谷鸟钟最初成型于1850年，设计者是卡尔斯鲁厄的建筑学教授弗里德里希·艾森罗尔。
1850年9月，在富特旺根（Furtwangen）巴登钟表技术学校的校长罗伯特·格尔维希的倡议下，举办了一个钟表设计比赛。比赛中最成功的一件作品是由弗里德里希·艾森罗尔（Friedrich Eisenlohr）设计的，他是巴登地区铁路沿线大部分建筑的设计师。艾森罗尔出人意料地为一间当时标准的火车站候车厅的正面布置上了一面时钟钟面。
1854年，火车站候车厅中装上了立体的布谷鸟钟。1860年起，火车站候车厅中布谷鸟钟的设计开始逐渐多样化，在富特旺根地区出现了更为广泛流行的狩猎图式布谷鸟钟，将其外型设计推向了极致。
火车站候车厅中的布谷鸟钟成为黑森林的标志，远近闻名。而如今流行最广的布谷鸟钟纪念品就是以艾森罗尔的作品为原型的。
据《吉尼斯世界纪录大全》的记载，世界上最大的布谷鸟钟在黑森林中的小镇Schonach。

## 外部連結
- 文章 关于 设计师 布谷鸟钟
- 德国最大的钟表博物馆 （页面存档备份，存于）
- 德国钟表大道 （页面存档备份，存于）